# Intro Aviation
Intro Aviation ist ein deutsches Unternehmen der Luftfahrtindustrie mit Sitz in Reichenschwand im Landkreis Nürnberger Land. Zum Jahreswechsel 2015/16 verkaufte die von Hans Rudolf Wöhrl mitbegründete Intro-Verwaltungs GmbH die im Jahr 1974 gegründete Intro Aviation GmbH an den Mitgesellschafter Peter Oncken, der das Unternehmen auch leitet.

## Leistungen
Das Unternehmen bietet Beratungsdienstleistungen für Luftfahrt kleiner und großer Fluggesellschaften, internationale Hub-Flughäfen, Flugzeugbauer, Transport-Agenturen für Regierungen und Finanzinstitute. Das Unternehmen bietet Airline-Netzwerke und Flottenplanung, Bestandsfragen, Kosten- und Erlösrechnung, Fusionen und Übernahmen, Flugsicherheitsfragen, Sicherheit und Operationen, Vermögensverwaltung und Gutachten sowie technische und Finanzdienstleistungen. Intro Aviation stellt auch operative Beratungsleistungen in den Bereichen der Besatzung und der Einsatzplanung, Pünktlichkeit, Wartung und technischen Dienstleistungen, Bodendienste, Catering und Kraftstoff und Sicherheit zur Verfügung.

## Beteiligungen

### dba
2003 übernahm Intro für einen Euro die Deutsche BA. Unter dem neuen Namen dba schrieb die Gesellschaft erstmals schwarze Zahlen und wurde 2006 an Air Berlin verkauft.

### LTU
2006 stieg Intro bei LTU ein und übernahm im gleichen Jahr die Mehrheit der Gesellschaft. LTU sollte eng mit der dba kooperieren und wurde wie diese 2007 an Air Berlin verkauft.

### LTU Austria
Parallel zum Einstieg bei der deutschen LTU übernahm Intro den Anteil der Billa an LTU Austria. 2007 wurde die Gesellschaft in Flynext umbenannt und stellte den Betrieb schließlich 2008 ein. 

### Flynext
2011 übernahm Intro die Alpha Exec und firmierte sie in Flynext um. Im gleichen Jahr wurde die Gesellschaft durch Germania übernommen, die sie 2012 zunächst in Germania Express umbenannte und dann den Betrieb einstellte.

### Intersky
2012 stieg Intro bei der österreichischen Fluggesellschaft Intersky ein. Im September 2015 gab die Intro Aviation bekannt, InterSky wieder verkaufen zu wollen und bereits einen Investor gefunden zu haben. Anfang Oktober 2015 gab die Intro-Beteiligung CityJet den Kauf der finnischen Blue1 von Scandinavian Airlines (SAS) bekannt. Am 5. November 2015 beantragte InterSky, die sich zu diesem Zeitpunkt im Mehrheitsbesitz von Hans Rudolf Wöhrl und Peter Oncken befand, Insolvenz.

### CityJet
Im Dezember 2013 kündigte Intro an, die Regionalfluggesellschaft CityJet von Air France zu übernehmen. Im Januar 2014 folgte die Ankündigung, CityJet gemeinsam mit InterSky, an der Intro ebenfalls beteiligt war, zu einer gemeinsamen neuen Fluggesellschaft zu verschmelzen. Drei Monate später wurde bekannt, dass die Fluggesellschaften nicht zusammengeschlossen werden, sondern eigenständig bleiben. 2016 wurde CityJet an eine Investorengruppe um ihren Gründer Pat Byrne verkauft.

### VLM Airlines
Zusammen mit CityJet übernahm Intro die belgische Fluggesellschaft VLM Airlines, die 2014 wieder an das dortige Management verkauft wurde.

### Corsair International
Anfang Oktober 2018 wurde bekannt, dass TUI die Fluggesellschaft Corsair International an die Intro Aviation verkaufen will. Am 5. März 2019 übernahm das irische Unternehmen Diamondale die Fluggesellschaft von TUI. Das Unternehmen gehört zu 53 Prozent Intro Aviation, zu 27 Prozent der TUI Group und zu 20 Prozent Mitarbeitern der Fluggesellschaft.